# Никола Бимбашиев
Никола Георгиев Бѝмбашиев е деец на националноосвободителното движение, по професия железар.

## Биография
Роден е през 1841 г. в Панагюрище, където завършва взаимно училище. Член е на „Братското заемателно дружество“ и пръв настоятел на златарския и железарския еснаф в Панагюрище. Той е един от учредителите на читалище „Виделина“ в града. По време на подготовката на Априлското въстание е главен оръжейник и организатор на „военен арсенал“. Ръководител е на създаването на дървена артилерия – изработка на няколко дървени топа, изработени от дъб или орех. Участник е в сраженията при Черяшка река край Стрелча и в местността Маньово бърдо при Панагюрище. При потушаването на въстанието къщата му е опожарена. Умира на 24 декември 1876 г.